# Lauco
Lauco (friülà Lauc) és un municipi italià, dins de la província d'Udine, a la regió de Cjargne. L'any 2007 tenia 814 habitants. Limita amb els municipis d'Ovaro, Raveo, Sutrio, Tolmezzo, Villa Santina i Zuglio.

## Fraccions
- Allegnidis (Dalenies)
- Avaglio (Davai)
- Buttea (Butee)
- Trava (Trave)
- Vinaio (Vinai)

## Administració
| Període | Identitat      | Partit        |
| ------- | -------------- | ------------- |
| 2004-   | Olivo Dionisio | Llista cívica |